# Justizamt Großbreitenbach
Das Justizamt Großbreitenbach war ein von 1850 bis 1870 bestehendes Gericht der ordentlichen Gerichtsbarkeit mit Sitz in dem thüringischen Ort Großbreitenbach.

## Geschichte
1850 erfolgte im Fürstentum Schwarzburg-Sondershausen die Trennung der Rechtsprechung von der Verwaltung. Das Amt Gehren wurde aufgehoben. Für die Verwaltung war nun der Verwaltungsbezirk Gehren, für die Rechtsprechung war nun das Justizamt Gehren sowie das Justizamt Großbreitenbach zuständig.
Das zum 1. Juli 1850 gebildete Justizamt Großbreitenbach umfasste die Orte:
- Altenfeld
- Masserberg
- Pennewitz
- Gillersdorf
- Neustadt
- Schwarzmühle
- Großbreitenbach
- Ölze und
- Willmersdorf[2]

Das Justizamt Großbreitenbach war dem Kreisgericht Sondershausen nachgeordnet.
Das  Justizamt  Großbreitenbach  wurde  mit  Wirkung zum 1. Oktober 1870  aufgehoben. Der Gerichtssprengel kam zum Justizamt Gehren.